# Daniel Zwanziger
Daniel Zwanziger (* 20. Mai 1935 in New York City) ist ein US-amerikanischer theoretischer Physiker. Er befasst sich mit Quantenfeldtheorie, mathematischer Physik und Elementarteilchenphysik.

## Leben
Zwanziger studierte an der Columbia University mit dem Bachelor-Abschluss (in Philosophie) 1955 und der Promotion in Physik 1960. Als Post-Doktorand war er an der University of California, Berkeley, wo er Lecturer war, an der Universität Rom (1962/63) und am Zentrum für Kernphysik in Saclay (1963–1965). Ab 1965 war er an der New York University, wo er 1967 Associate Professor und 1970 Professor wurde. 1984 war er am Institute for Advanced Study, 1981 Gastprofessor an der Ecole Normale Superieure und 1980 am CERN.
Anfang der 1960er zeigte er, dass Eichinvarianz schon aus den Bedingungen für die Lorentzinvarianz der Streuamplituden für die Wechselwirkung mit masselosen Teilchen folgt. 1969 zeigte er mit G. Velo, dass die Rarita-Schwinger-Gleichung (relativistische Wellengleichung für Teilchen mit Spin 3/2) bei Kopplung an ein elektromagnetisches Feld zu akausalem Verhalten (wie Wellenausbreitung mit Überlichtgeschwindigkeit) führt.
Nach ihm und Wladimir Naumowitsch Gribow ist die Gribow-Zwanziger-Wirkung benannt, eine Verallgemeinerung der Theorie der Gribov-Kopien in Yang-Mills-Theorien, die auch eine Rolle in Gribovs Theorie des Confinement spielen. Auch Zwanziger befasst sich intensiv mit dem Confinement Problem in Yang-Mills-Theorien.
Er ist Fellow der American Physical Society und der New York Academy of Sciences.